# Żarów (gromada 1954–1972)
Żarów – dawna gromada, czyli najmniejsza jednostka podziału terytorialnego Polskiej Rzeczypospolitej Ludowej w latach 1954–1972.
Gromady, z gromadzkimi radami narodowymi (GRN) jako organami władzy najniższego stopnia na wsi, funkcjonowały od reformy reorganizującej administrację wiejską przeprowadzonej jesienią 1954 do momentu ich zniesienia z dniem 1 stycznia 1973, tym samym wypierając organizację gminną w latach 1954–1972.
Gromadę Żarów z siedzibą GRN w Żarowie (wówczas wsi, nie wchodzącej w skład gromady) utworzono – jako jedną z 8759 gromad na obszarze Polski – w powiecie świdnickim w woj. wrocławskim, na mocy uchwały nr 28/54 WRN we Wrocławiu z dnia 2 października 1954. W skład jednostki weszły obszary dotychczasowych gromad Tarnawa, Kruków, Łażany, Kalno, Bożanów i Mrowiny ze zniesionej gminy Żarów w tymże powiecie. Dla gromady ustalono 24 członków gromadzkiej rady narodowej.
31 grudnia 1959 do gromady Żarów włączono wsie Mielęcin, Zastróże i Pyszczyn ze znoszonej gromady Osiek w powiecie średzkim w tymże województwie.
31 grudnia 1961 do gromady Żarów włączono wieś Wierzbna ze zniesionej gromady Bolesławice oraz wieś Przyłęgów ze zniesionej gromady Pastuchów w tymże powiecie.
Gromada przetrwała do końca 1972 roku, czyli do kolejnej reformy gminnej. 1 stycznia 1973 powiecie świdnickim reaktywowano gminę Żarów.
Uwaga: W 1954 roku w powiecie świdnickim funkcjonowały dwie gromady o nazwie Żarów – drugą była gromada Żarów.